# یوهانس وارس
یوهانس وارس (استونیایی: Johannes Vares; زاده ۱۲ ژانویهٔ ۱۸۹۰ – درگذشته ۲۹ نوامبر ۱۹۴۶) سیاستمدار، پزشک و شاعر اهل استونی بود.
وی در دانشگاه دانشگاه کی‌یف در رشته پزشکی به تحصیلات پرداخت، وی در جنگ جهانی اول به عنوان پزشک نظامی و پس از آن در جنگ استقلال استونی به عنوان پزشک برای ارتش استونی به خدمت پرداخت، بعدها وی در شهر پارنو به کار طبابت مشغول شد.
پس از اشغال استونی توسط اتحاد جماهیر شوروی سوسیالیستی در سال ۱۹۴۰ کونستانتین پاتس رئیس‌جمهور استونی تحت فشار قرار گرفته شد تا یوهانس وارس به‌عنوان نخست‌وزیر انتخاب شد اما پاتس استعفا داد و وارس از طرف دولت شوروی عهده‌دار کارهای ریاست جمهوری تا اوت ۱۹۴۰ و الحاق استونی به شوروی شد.
پس از حمله آلمان به استونی در سال ۱۹۴۱، وارس به روسیه گریخت، جایی که او از سال ۱۹۴۱ تا ۱۹۴۴ در آنجا زندگی کرد، در ۲۰ آوریل ۱۹۴۴، کمیته انتخابات جمهوری استونی جلسه‌ای مخفیانه در تالین برگزار کرد، این کمیته انتصاب وارس در زمان اتحاد جماهیر شوروی به عنوان نخست‌وزیر را غیرقانونی دانسته و یوری اولوتس وظایف رئیس‌جمهور را از ۲۱ ژوئن ۱۹۴۰ به بعد به عهده گرفته‌است.
پس از بازگشت به استونی، وارس از طرف کمیساریای خلق در امور داخلی شوروی بخاطر فعالیت‌هایش در جنگ استقلال استونی تحت بازجویی قرار گرفت. وی در نوامبر سال ۱۹۴۶ در کاخ کادریورگ در تالین خودکشی کرد.